# MPEG-3
MPEG-3 – określenie grupy standardów kodowania dźwięku i obrazu zatwierdzonym przez grupę MPEG (Moving Picture Experts Group). 
Standard ten został zaprojektowany z myślą o telewizji wysokiej rozdzielczości HDTV o przepływności od 20 do 40 Mbit/s. Szybko okazało się jednak, że podobne rezultaty można uzyskać modyfikując istniejący standard MPEG-2. Wkrótce prace nad MPEG-3 zostały przerwane.
MPEG-3 jest często mylony z MPEG-1 Part 3 Layer 3 (lub MPEG-1 Audio Layer 3), szeroko znanym pod nazwą MP3.